# Jean-Louis Descours
Pour les articles homonymes, voir Descours.
Jean-Louis Descours, né 22 août 1916 à Sainte-Sigolène (Haute-Loire) et mort le 2 juillet 2013 à Puget (Vaucluse), est un homme d'affaires français, devenu directeur en 1960 du groupe André à la tête duquel il reste pendant 36 ans.

## Biographie
Jean-Louis Descours entre chez le chausseur André en 1947. À la mort de Georges Lévy en 1960, il est choisi pour diriger le groupe, en préférence à l'un des membres de la famille Lévy, fondatrice de l'entreprise.
Sous sa présidence, le groupe André connaît une forte croissance : au début des années 1960, la marque assure 2 ou 3 % de la production de chaussures en France. « Visionnaire et audacieux », il crée les enseignes discount « La Halle aux chaussures » et « La Halle aux vêtements » Diversifiant les activités du groupe, il rachète notamment les entreprises Kookaï et Pataugas.
Après la prise du groupe André par des investisseurs américains, il acquiert plusieurs palaces en Suisse.
En 1974, il fonde la holding Européenne de participations industrielles.
Il était aussi très assidu au jeu de bridge, où il lui est arrivé de traiter des affaires avec Antoine Bernheim. Il a pris une participation avec José Damiani dans la société qui gère la revue Le Bridgeur en 1988.
Il est enterré dans le cimetière de Sainte-Sigolène.

## Ouvrages
- (préface de Raymond Barre) Les Pieds sur Terre : l'aventure d'un entrepreneur à travers son siècle, Éditions Albin Michel, 2002,  (ISBN 2-226-13147-7)[7].
- Impose ta chance : souvenirs et réflexions, éditions Félix Torres, 2010,  (ISBN 978-2-912348-14-2)[8].
- (en collaboration avec Gabriel Milési) Entreprendre à grands pas : comment faire d'une PME une multinationale ?, éditions Michel de Maule, 2013,  (ISBN 978-2-87623-472-7)[9].